# Reserva (militar)
En términos militares, la Reserva, a veces designada como reserva táctica o reserva estratégica, es un cuerpo de tropas de escalón variable que no es inicialmente empeñado en combate para que esté disponible para ser empleado en situaciones de recurso tales como realizar un contraataque, prever una ruptura o explorar un éxito.
Una reserva militar no debe confundirse con una fuerza militar de la reserva, que es una organización militar, compuesta de militares que habiendo cumplido sus obligaciones militares normales, mantienen el compromiso de, por los plazos legalmente definidos, prestar los servicios necesarios para la defensa del país, de acuerdo con las leyes vigentes. Actúan como complemento de la principal fuerza militar.